# Josef Schulz (Architekt)

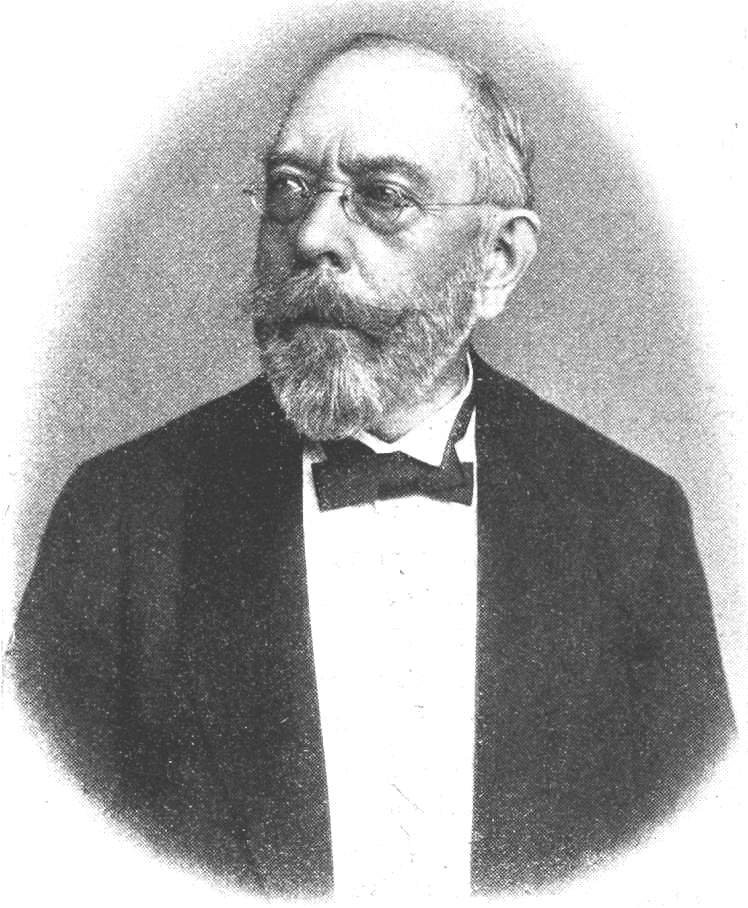
Josef Schulz

Das Nationalmuseum in Prag
Entwurf vom Josef Schulz (1883)

Josef Schulz (* 11. April 1840 in Prag; † 15. Juli 1917 in Špindlerův Mlýn (Spindlermühle, Böhmen, Österreich-Ungarn), nach anderer Quelle in Prag, siehe bei Literatur: Collegium Carolinum (Institut)) war ein bedeutender tschechischer Architekt und Designer.

## Leben
Josef Schulz, möglicherweise identisch mit Josef Bernhard Schulz (Wurzbach, Band 32), studierte von 1861 bis 1865 an der Akademie der bildenden Künste in Wien und von 1864 bis 1868 in Prag Architektur u. a. bei Josef Zitek. Von 1864 bis 1868 war er Assistent an der Architekturabteilung des Prager Polytechnikums und erreichte den Studienabschluss Dr.techn., dem sich zwischen 1868 und 1870 Studienaufenthalte in Italien anschlossen. Ab 1871 selbständiger Architekt in Prag, wurde Schulz 1874 Lehrer an der Prager Goldschmiedeschule und ab 1878 ordentlicher Professor der Architektur an der Prager tschechischen Hochschule, nahm dabei weiterhin auch Aufträge als freier Architekt an und vertrat in seinen Bauplänen die Stilrichtung der Neorenaissance. Er war Mitglied der Staatsprüfungskommission für das Hochbaufach und Mitglied des Kunstrats des Wiener Ministeriums für Kultus und Unterricht.

## Bauaufträge und Werke
Josef Schulz ist einer der erfolgreichsten tschechischen Architekten des Historismus mit besonderer Vorliebe für die Neorenaissance in der Zeit vor dem Ersten Weltkrieg. Zu seinen Werken zählen zahlreiche Wohnhäuser im Zentrum von Prag und in Smíchov und Restaurierungen (u. a. das Palais Schwarzenberg). Er war Gründungsmitglied der Böhmischen Kaiser-Franz-Josef-Akademie der Wissenschaften, Literatur und Künste in Prag und wurde als Mitglied in die Königliche böhmische Gesellschaft der Wissenschaften aufgenommen.
Josef Schulz entwarf bedeutende Bauten in Böhmen, darunter in Prag das Nationalmuseum und das Kunstgewerbemuseum, das Museum für industrielle Kunst und gemeinsam mit seinem Lehrer Josef Zítek das Rudolfinum sowie das Rathaus in Smichov (1874). Nach dem verheerenden Brand des Nationaltheaters am 13. August 1881 wurde es in den folgenden Jahren unter seiner Leitung wieder aufgebaut. Weitere Projekte waren Villen in Loučim und Bodenbach an der Elbe (Podmokly) bei Decin (Tetschen) in Nordböhmen (Palais Trauttmansdorff, Palais Jordan, Bauauftrag durch den Fabrikanten Franz Jordan (1828–1884), beim Einmarsch der Roten Armee im Mai 1945 zerstört). Daneben förderte er die böhmische Gartenarchitektur. Als Restaurator erneuerte er Kratzmalereien im Palais Schwarzenberg bei der Prager Burg, dem Hradschin, weiterhin das Buquoypalais und das Waldsteinpalais in Prag, Schlösser in Strahov auf der Prager Kleinseite, Hrubá Skála, Vrchlabí und Bischofteinitz in Westböhmen, Kirchen in Maršov, Uherské Hradiště und Strahov. Seinen Entwürfen lagen meist historische Vorlagen zu Grunde und prägten deren einheitliches, repräsentatives Bild.

## Anerkennung
Josef Schulz wurde zum Hofrat ernannt, erhielt 1884 das Ritterkreuz des Franz-Joseph-Orden und 1906 den Kaiserlich-Österreichischen Orden der Eisernen Krone (Österreich) III. Klasse in der Monarchie Österreich-Ungarn.